# Elm (e-mailový klient)
Elm je textový e-mailový klient pro systémy typu UN*X. Jeho jméno vzniklo zkratkou z anglického ELectronic Mail (elektronická pošta). Je k disposici i se zdrojovým kódem pod licencí blízkou BSD licenci, jedná se tedy o svobodný software.
Jeho původním autorem je Dave Taylor, který jej vyvinul v době, kdy pracoval pro Hewlett-Packard. Později se o elm začal starat tým dobrovolníků.
Stal se vzorem a inspirací pro pozdější e-mailové klienty, například pro Mutt a Pine.

## Přehled vydaných verzí
- 1986-11-30 první vydání
- 1987-03-08 elm2
- 1989-04-12 elm2.2
- 1990-12-16 elm-2.3.0
- 1993-01-05 elm-2.4
- 1996-01-26 elm2.4.25
- 1999-03-24 elm2.5.0
- 2004-05-21 elm2.5.7
- 2005-08-18 elm2.5.8